# Arnoldus Hyacinthus Maria van Berckel
Arnoldus Hyacinthus Maria van Berckel (Delft, 18 augustus 1847 - Nijmegen, 10 november 1915) was een Nederlands politicus.
Van Berckel, telg uit het geslacht Van Berckel, was een zoon van een Delftse katholieke koopman Cornelis Franciscus van Berckel, van wie de vader wethouder en burgemeester van Delft was: Hendrik van Berckel. Hij was advocaat in Amsterdam en werd in 1883 door het voorheen conservatieve district Delft naar de Tweede Kamer gezonden. Hij behoorde daar tot de meer vooruitstrevende katholieken. Later werd hij dankzij de steun van de katholieke Westlandse tuinders in het district Loosduinen gekozen. Vanaf 1895 was hij Gedeputeerde in Utrecht de daarna kantonrechter. Vanaf 1903 werd hij vier jaar Eerste Kamerlid; in beide Kamers echter vrij onopvallend.
- Biografisch Portaal: 69222765
- International Standard Name Identifier: 0000 0003 8843 5588
- Nederlandse Thesaurus van Auteursnamen: 070119023
- Parlement.com: vg09lkxwrmxm
- Virtual International Authority File: 281598027
- WorldCat: E39PBJh4vyxxWBmCfh8yxtcgKd